# 伏見屋
株式会社伏見屋（ふしみや）は、大阪府茨木市に本社を置き、コンニャクや豆腐などを製造する会社である。

## 事業所
- 本社・茨木工場：大阪府茨木市
- 京都工場：京都市西京区
- 園部工場：京都府南丹市
- パン・洋菓子工房：大阪府茨木市